# Cornopteris philippinensis
Cornopteris philippinensis är en majbräkenväxtart som beskrevs av Masahiro Kato. Cornopteris philippinensis ingår i släktet Cornopteris och familjen Athyriaceae. Inga underarter finns listade.